# 初戀 (aiko單曲)
《初戀》（日語：初恋），日本女性創作歌手aiko的第7張單曲。2001年2月21日發行。

## 簡介
前作《Boy Friend》約5個月之後發行。
《初戀》描寫aiko前往東京之前，在家鄉和戀人度過的時光，是aiko首次作曲的作品。
初動銷量超過15萬張，是aiko初動銷量最高的單曲。總銷量超過30萬張，是aiko迄今銷量第二高的單曲。

## 收錄曲目
1. 初戀
2. 蘆筍
3. 逃脫
4. 初戀（Insturumental version）

全曲 作詞、作曲：AIKO；編曲：島田昌典　

## 外部連結
- 唱片介紹